# Numanice 2: Ao Vivo
Numanice 2: Ao Vivo (estilizado como Numanice #2: Ao Vivo) é o terceiro álbum ao vivo da cantora brasileira Ludmilla. Foi lançado em 23 de agosto de 2022 pela gravadora Warner Music. A gravação aconteceu no Museu do Amanhã, localizado na cidade Rio de Janeiro, em 21 de julho. Conta com participação de Péricles, Delacruz, Tá Na Mente, Gabby Moura, Marília Mendonça e Prateado.

## Desenvolvimento
"Insônia", parceria com Marília Mendonça, estava com lançamento previsto para 12 de agosto de 2022, mas em respeito à memória de Mendonça e todo o trabalho que a equipe da cantora estava fazendo em torno do EP Decretos Reais, Ludmilla adiou o lançamento. Mais tarde a faixa foi confirmada como primeiro single da edição ao vivo de Numanice 2.
Em 16 de dezembro, foi lançada uma versão estendida do álbum que adiciona seis novas músicas que foram gravadas na Marquês de Sapucaí, em 12 de novembro de mesmo ano, e possuem participações de Alcione, Belo e Vou Pro Sereno.

## Lista de faixas
| Numanice 2: Ao Vivo – Edição digital |                                                                      | |         |  |
| N.º                                  | Título                                                               | Compositor(es) | Duração |  |
| 1.                                   | "Eu Estive Aqui"                                                     | Ludmilla Jefferson Junior Umberto Tavares                                                                                                 | 2:40    |  |
| 2.                                   | "Meu Homem é Seu Homem"                                              | Ludmilla | 2:38    |  |
| 3.                                   | "Fora de Si"                                                         | Ludmilla | 2:27    |  |
| 4.                                   | "Sinais de Fogo" (com Péricles)                                      | Ludmilla Junior Tavares | 3:21    |  |
| 5.                                   | "Maldivas"                                                           | Ludmilla | 4:43    |  |
| 6.                                   | "212"                                                                | Ludmilla Junior Tavares | 2:28    |  |
| 7.                                   | "Cabelo Cacheado"                                                    | Ludmilla | 2:36    |  |
| 8.                                   | "Quem é Você"                                                        | Ludmilla Castilhol | 2:52    |  |
| 9.                                   | "Insônia" (com Marília Mendonça)                                     | Ludmilla Junior Tavares | 3:01    |  |
| 10.                                  | "Por Causa de Você / Baby / 1 Minuto"                                | Andinho Bridges Brian Dalto Francisco Flores Christine Justin Bieber Leonardo Teixeira Nash Youngdel Stewart Christopher Vinicius Cardoso | 4:33    |  |
| 11.                                  | "Dorme Com Deus / Fica" (com Tá Na Mente)                            | Antonio Cleitinho Persona Douglas Lacerda Elizeu Henrique Indinho Lele Marcello Sartini Rodrigo Oliveira                                  | 3:51    |  |
| 12.                                  | "Me Arrepender" (com Gabby Moura)                                    | Bruno Gabriel Ludmilla | 2:20    |  |
| 13.                                  | "Nunca Mais Sofrer / Intriga de Oposição" (participação de Prateado) | Carica Douglas Lacerda Rafa Brito Wilson Rodrigues                                                                                        | 4:02    |  |
| 14.                                  | "Maria Joana (Remix)" (com Delacruz)                                 | Ludmilla Delacruz | 2:32    |  |
| 15.                                  | "Cigana" (com Delacruz)                                              | Clau Delacruz Gabrieu Kevin Luccas Carlos                                                                                                 | 3:42    |  |
| 16.                                  | "Meu Desapego"                                                       | Ludmilla Junior Tavares | 5:04    |  |
| 17.                                  | "Mini Saia"                                                          | Carlos Moura Gabriel Moura Valmir Ribeiro                                                                                                 | 2:23    |  |
| Duração total:                       | Duração total:                                                       | Duração total: | 55:20   |  |

| Numanice #2: Ao Vivo - Deluxe – Edição digital |                                                                 |                                                                  |         |  |
| N.º                                            | Título                                                          | Compositor(es)                                                   | Duração |  |
| 1.                                             | "Abertura Numanice"                                             | Castilhol                                                        | 1:18    |  |
| 2.                                             | "Amor Difícil"                                                  | Ludmilla                                                         | 3:30    |  |
| 3.                                             | "Faz Uma Loucura Por Mim / Você Me Vira a Cabeça" (com Alcione) | Francisco Roque Paulo Sergio Valle Sérgio Caetano Zenith Barbosa | 5:01    |  |
| 4.                                             | "Perfume" (com Belo)                                            | Júlio Borges Tavares                                             | 2:01    |  |
| 5.                                             | "Não Vá Me Enganar" (com Belo)                                  | Jemes Mtume Prateado Reggie Lucas                                | 3:07    |  |
| 6.                                             | "Teu Segredo" (com Vou Pro Sereno)                              | Billy SP Felipe Saab Thiaguinho                                  | 3:28    |  |
| Duração total:                                 | Duração total:                                                  | Duração total:                                                   | 1:13:00 |  |

## Histórico de lançamento
| País   | Data                   | Edição | Formato                     | Gravadora | Ref.  |
| ------ | ---------------------- | ------ | --------------------------- | --------- | ----- |
| Vários | 23 de agosto de 2022   | Padrão | Download digital, streaming | Warner    | [ 1 ] |
| Vários | 16 de dezembro de 2022 | Deluxe | Download digital, streaming | Warner    | [ 4 ] |